# 3006 Livadia
3006 Livadia eller 1979 SF11 är en asteroid i huvudbältet som upptäcktes den 24 september 1979 av den rysk-sovjetiske astronomen Nikolaj Tjernych vid Krims astrofysiska observatorium på Krim. Den har fått sitt namn efter Jaltas förort Livadija.
Asteroiden har en diameter på ungefär 8 kilometer och den tillhör asteroidgruppen Nysa.